# 黑斑平鮋
黑斑平鮋，為輻鰭魚綱鮋形目鮋亞目平鮋科的其中一種，為溫帶海水魚，分布於北太平洋日本至美國加州南部海域，棲息深度84-1000公尺，體長可達53.9公分，棲息在底層水域，卵胎生，生活習性不明。